# Lista de deputados estaduais da Paraíba da 19.ª legislatura
Esta é a lista de deputados estaduais da Paraíba para a legislatura 2019–2023. Nas eleições estaduais na Paraíba em 2018, em 7 de outubro de 2018, foram eleitos 36 deputados estaduais, dos quais 22 foram reeleitos. 

## Composição das bancadas
| Partido       | Líder                   | Bancada | Posição      |
| ------------- | ----------------------- | ------- | ------------ |
| PSB           | Ricardo Barbosa         | 8 / 36  | Governo      |
| Republicanos  | Jutay Meneses           | 6 / 36  | Independente |
| PL            | Caio Roberto            | 4 / 36  | Independente |
| PT            | Cida Ramos              | 3 / 36  | Oposição     |
| PSDB          | Camila Toscano          | 3 / 36  | Oposição     |
| PP            | Galego de Souza         | 3 / 36  | Oposição     |
| MDB           | Anderson Monteiro       | 2 / 36  | Oposição     |
| Solidariedade | Eduardo Carneiro        | 2 / 36  | Independente |
| PSD           | Felipe Leitão           | 1 / 36  | Independente |
| PODE          | Edmilson Soares         | 1 / 36  | Governo      |
| UNIÃO         | Dr. Taciano Diniz       | 1 / 36  | Oposição     |
| PTB           | Doda de Tião            | 1 / 36  | Independente |
| PCdoB         | Inácio Falcão           | 1 / 36  | Governo      |
| REDE          | Melchior Batista (Chió) | 1 / 36  | Governo      |
| PSC           | Moacir Rodrigues        | 1 / 36  | Independente |

## Deputados Estaduais
| Nome                | Partido       | Coligação                                                            | votos nominais | Notas | Ref         |
| ------------------- | ------------- | -------------------------------------------------------------------- | -------------- | --- | ----------- |
| Cida Ramos          | PT            | A Força do Trabalho III PSB - PTB - PRB - PODE - PDT - PC do B - PRP | 56.048         | Eleita pelo PSB. | [ 1 ]       |
| Wallber Virgolino   | PL            | PATRI                                                                | 48.053         | Eleito pelo PATRI. | [ 1 ]       |
| Adriano Galdino     | Republicanos  | A Força do Trabalho III PSB - PTB - PRB - PODE - PDT - PC do B - PRP | 45.656         | Eleito pelo PSB. | [ 1 ]       |
| Ricardo Barbosa     | PSB           | A Força do Trabalho III PSB - PTB - PRB - PODE - PDT - PC do B - PRP | 41.201         | | [ 1 ]       |
| Estela Bezerra      | PT            | A Força do Trabalho III PSB - PTB - PRB - PODE - PDT - PC do B - PRP | 40.761         | Eleita pelo PSB. | [ 1 ]       |
| Doda de Tião        | PTB           | A Força do Trabalho III PSB - PTB - PRB - PODE - PDT - PC do B - PRP | 37.685         | | [ 1 ]       |
| Manoel Ludgério     | PL            | A Força da Esperança II PV - PSD - PP - PTC - PHS - PSC - PSDB       | 37.390         | Eleito pelo PSD. | [ 1 ]       |
| João Gonçalves      | PSB           | A Força do Trabalho III PSB - PTB - PRB - PODE - PDT - PC do B - PRP | 35.655         | Eleito pelo PODE. | [ 1 ]       |
| Edmilson Soares     | PODE          | A Força do Trabalho III PSB - PTB - PRB - PODE - PDT - PC do B - PRP | 34.007         | | [ 1 ]       |
| Branco Mendes       | Republicanos  | A Força do Trabalho III PSB - PTB - PRB - PODE - PDT - PC do B - PRP | 32.621         | Eleito pelo PODE. | [ 1 ]       |
| Wilson Filho        | Republicanos  | A Força do Trabalho III PSB - PTB - PRB - PODE - PDT - PC do B - PRP | 31.781         | Eleito pelo PTB. | [ 1 ]       |
| Hervázio Bezerra    | PSB           | A Força do Trabalho III PSB - PTB - PRB - PODE - PDT - PC do B - PRP | 31.288         | | [ 1 ]       |
| Jeová Campos        | PT            | A Força do Trabalho III PSB - PTB - PRB - PODE - PDT - PC do B - PRP | 31.017         | Eleito pelo PSB. | [ 1 ]       |
| Inácio Falcão       | PC do B       | A Força do Trabalho III PSB - PTB - PRB - PODE - PDT - PC do B - PRP | 30.754         | | [ 1 ]       |
| Camila Toscano      | PSDB          | A Força da Esperança II PV - PSD - PP - PTC - PHS - PSC - PSDB       | 30.711         | | [ 1 ]       |
| Anderson Monteiro   | MDB           | A Força da Esperança II PV - PSD - PP - PTC - PHS - PSC - PSDB       | 30.646         | Eleito pelo PSC. | [ 1 ]       |
| Buba Germano        | PSB           | A Força do Trabalho III PSB - PTB - PRB - PODE - PDT - PC do B - PRP | 30.192         | | [ 1 ]       |
| Tião Gomes          | PSB           | A Força do Trabalho IV PT - AVANTE - PROS                            | 29.363         | Eleito pelo AVANTE. | [ 1 ]       |
| Pollyana Dutra      | PSB           | A Força do Trabalho III PSB - PTB - PRB - PODE - PDT - PC do B - PRP | 28.868         | | [ 1 ]       |
| Caio Roberto        | PL            | Porque o Povo Quer II MDB - PR                                       | 28.344         | O partido mudou de nome, antes se chamava PR. | [ 1 ]       |
| Drª. Paula          | PP            | A Força da Esperança II PV - PSD - PP - PTC - PHS - PSC - PSDB       | 27.685         | Licenciada do cargo, foi substituída pelo 2° suplente Cláudio Régis (PP). | [ 1 ] [ 5 ] |
| Dr. Taciano Diniz   | UNIÃO         | A Força do Trabalho IV PT - AVANTE - PROS                            | 27.278         | Eleito pelo AVANTE. | [ 1 ]       |
| Jutay Meneses       | Republicanos  | A Força do Trabalho III PSB - PTB - PRB - PODE - PDT - PC do B - PRP | 26.640         | 1° suplente, foi efetivado após a eleição de Nabor Wanderley para prefeito de Patos em 2020. | [ 1 ] [ 6 ] |
| Felipe Leitão       | PSD           | Patriota                                                             | 27.117         | Eleito pelo PATRI, passou ainda por DEM e Avante até 2022. | [ 1 ]       |
| Galego de Sousa     | PP            | A Força da Esperança II PV - PSD - PP - PTC - PHS - PSC - PSDB       | 25.262         | | [ 1 ]       |
| Júnior Araújo       | PSB           | A Força do Trabalho IV PT - AVANTE - PROS                            | 24.093         | Eleito pelo AVANTE. | [ 1 ]       |
| Tovar Correia Lima  | PSDB          | A Força da Esperança II PV - PSD - PP - PTC - PHS - PSC - PSDB       | 24.052         | | [ 1 ]       |
| Raniery Paulino     | Republicanos  | Porque o Povo Quer II MDB - PR                                       | 23.810         | Eleito pelo MDB. | [ 1 ] [ 7 ] |
| Cabo Gilberto Silva | PL            | A Força da Esperança IV DC - PSL - PRTB - SOLIDARIEDADE              | 23.273         | Eleito pelo PSL. | [ 1 ]       |
| Anísio Maia         | PSB           | A Força do Trabalho IV PT - AVANTE - PROS                            | 23.029         | Eleito pelo PT. 1° suplente, foi efetivado após a morte de Genival Matias (AVANTE). | [ 8 ]       |
| Bosco Carneiro      | Republicanos  | A Força do Trabalho V REDE - PPS - PMN - DEM                         | 21.557         | Eleito pelo Cidadania. | [ 1 ]       |
| Jane                | PP            | A Força da Esperança II PV - PSD - PP - PTC - PHS - PSC - PSDB       | 21.099         | 1ª suplente, assumiu após a morte de João Henrique (PSDB). | [ 9 ]       |
| Érico Djan          | Solidariedade | A Força do Trabalho V REDE - PPS - PMN - DEM                         | 20.327         | Eleito pelo Cidadania. | [ 1 ]       |
| Moacir Rodrigues    | PSC           | A Força da Esperança IV DC - PSL - PRTB - SOLIDARIEDADE              | 18.463         | Eleito pelo PSL, passou também pelo UNIÃO em 2022. | [ 1 ]       |
| Eduardo Carneiro    | Solidariedade | A Força da Esperança IV DC - PSL - PRTB - SOLIDARIEDADE              | 17.869         | Eleito pelo PRTB. Licenciado do cargo por 120 dias, foi substituído pelo suplente João Almeida (PROS), porém este ficou menos de 48 horas no cargo; em seu lugar, assume o 2º suplente Irmão César (Solidariedade) | [ 1 ]       |
| Chió                | REDE          | A Força do Trabalho V REDE - PPS - PMN - DEM                         | 17.437         | Licenciado por 121 dias, foi substituído pela suplente Rafaela Camaraense (PSB). | [ 1 ]       |

## Mortes
| Nome           | Partido | Coligação                                                      | votos nominais | Notas                                          | Ref    |
| -------------- | ------- | -------------------------------------------------------------- | -------------- | ---------------------------------------------- | ------ |
| Genival Matias | AVANTE  | A Força do Trabalho IV PT - AVANTE - PROS                      | 26.777         | Morreu em 19 de julho de 2020, no Recife.      | [ 14 ] |
| João Henrique  | PSDB    | A Força da Esperança II PV - PSD - PP - PTC - PHS - PSC - PSDB | 34.813         | Morreu em 12 de janeiro de 2021, em São Paulo. | [ 15 ] |